# 레슬몬스터
레슬몬스터는 매년 2월에서 개최하는 WWP의 페이 퍼 뷰이다. 남아프리카공화국의 레슬매니아라 불린다.